# Agents of S.H.I.E.L.D. (4.ª temporada)
A quarta temporada da série de televisão americana Agents of S.H.I.E.L.D., baseada na organização S.H.I.E.L.D. da Marvel Comics, segue Phil Coulson e outros aliados e agentes da S.H.I.E.L.D. enquanto tentam salvar o mundo de um futuro apocalíptico. É ambientado no Universo Cinematográfico da Marvel (MCU) e reconhece a continuidade dos filmes da franquia. A temporada foi produzida pela ABC Studios, Marvel Television e Mutant Enemy Productions, com Jed Whedon, Maurissa Tancharoen e Jeffrey Bell atuando como showrunners.

## Enredo
A quarta temporada de Marvel's Agents of S.H.I.E.L.D. se passa depois da batalha contra Hive, e a morte do agente Lincoln Campbell. Daisy Johnson, uma ex-agente da S.H.I.E.L.D., está sendo perseguida pela organização com ordens para matá-la. Agora que Coulson não é mais o Diretor, a equipe está separada, será possível confiar em Jeffrey Mace, o novo Diretor da S.H.I.E.L.D.? A temporada foi divida em 2 partes: Ghost Rider (Motoqueiro Fantasma) e LMD (Life Model Decoys, ou Modelos de Vida Artificial), e estreou no dia 20 de setembro de 2016. Irá contar com 22 episódios exibidos ao longo de 2016-2017. Na primeira parte da temporada, focada no Motoqueiro Fantasma/Robbie Reyes, Daisy, agora conhecida como Tremor, cruza o caminho dele, pois agora tenta reparar erros de seu passado e consertar sua problemática vida, como tudo que já passou na S.H.I.E.L.D. A ex-agente volta a unir forças com a organização, mas logo após isso, quer voltar à vida independente. Enquanto isso, os Watchdogs, uma gangue que é contra os Inumanos, está ganhando influência com a Senadora Ellen Nadeer, que tem experiências traumáticas com os herdeiros do DNA Kree, depois que alienígenas mataram sua mãe durante a Batalha de Nova Iorque. O time está separado, agora que Daisy está fora, os agentes Leo Fitz, Phil Coulson, Melinda May e Alphonso Mackenzie trabalham independentemente na organização, a agente Jemma Simmons está servindo ao novo diretor. Enquanto isso, o doutor Holden Radcliffe, que ajudou forçadamente Hive em seu plano maquiavélico na terceira temporada, criou secretamente um androide, chamada AIDA, que criou sentimento negativo em relação a ser comandada e se tornou uma vilã. Após o clímax da "4B" ser apresentado, AIDA e Radcliffe substituíram a Agente Melinda May por uma androide exatamente parecida com ela desde o final da "4A", no episódio "Laws of Inferno Dynamics".

## Elenco Regular
- Clark Gregg como Phil Coulson
- Ming-Na Wen como Melinda May
- Chloe Bennet como Daisy Johnson/Quake
- Iain De Caestecker como Leo Fitz
- Elizabeth Henstridge como Jemma Simmons
- Henry Simmons como Alphonso "Mack" Mackenzie
- John Hannah como Holden Radcliffe

## Elenco Recorrente
- Gabriel Luna como Robbie Reyes/Motorista Fantasma
- Natalia Cordova-Buckley como Elena Rodriguez
- Lorenzo James Henrie como Gabe Reyes
- Mallory Jansen como AIDA/Madame Hidra/Agnes
- Lilli Birdsell como Lucy Bauer
- Jason O'Mara como Jeffrey Mace/O Patriota
- Parminder Nagra como Ellen Nadeer
- Patrick Cavanaugh como Burrows
- José Zúñiga como Eli Morrow
- Adrian Pasdar como Glenn Talbot
- Zach McGowan como Anton Ivanov/O Superior
- Brett Dalton como Grant Ward
- Jordan Rivera como Hope MacKenzie

## Elenco Convidado
- Axle Whitehead como T.J. James/Hellfire
- Patton Oswalt como Billy, Sam e Thurston Koenig
- B. J. Britt como Antonie Triplett
- Adam Kulbersh como Kenneth Turgeon
- Simon Kassianides como Sunil Bakshi

## Episódios
| Ghost Rider |    |                                                                            |                    |                                  |                         |      |
| 67 | 1  | "The Ghost" "(O Fantasma)" (BR)                                            | Billy Gierhart     | Jed Whedon & Maurissa Tancharoen | 20 de setembro de 2016  | 3.44 |
| S.H.I.E.L.D. tem um novo diretor com novas regras e organização porém ainda escondida nas sombras. Daisy está investigando o esquadrão anti-Inunanos quando se depara com a lenda urbana em pessoa, Ghost Rider.                                           |    |                                                                            |                    |                                  |                         |      |
| 68 | 2  | "Meet the New Boss" "(Conhecendo o Novo Chefe)" (BR)                       | Vincent Misiano    | Drew Z. Greenberg                | 27 de setembro de 2016  | 2.95 |
| Daisy se prepara para enfrentar o Ghost Rider, mas a um preço terrível; e os planos arriscados do novo diretor da S.H.I.E.L.D. choca a todos. |    |                                                                            |                    |                                  |                         |      |
| 69 | 3  | "Uprising" "(Revolta)" (BR)                                                | Magnus Martens     | Craig Titley                     | 11 de outubro de 2016   | 2.68 |
| Coulson, Mack e Fitz tentam localizar e neutralizar um grupo rebelde que tem como objetivo interromper o registro dos Inumanos em todo o mundo; Simmons e Dr. Radcliffe têm pouco tempo para salvar May antes que sua doença acabe com ela.                |    |                                                                            |                    |                                  |                         |      |
| 70 | 4  | "Let Me Stand Next to Your Fire" "(Deixe-me Ficar Perto do Seu Fogo)" (BR) | Brad Turner        | Matt Owens                       | 18 de outubro de 2016   | 2.34 |
| nquanto a busca do Motorista Fantasma por vingança o coloca em um confronto explosivo com a S.H.I.E.L.D., Coulson e Mack precisam contar com um aliado improvável em um momento de aperto; e Daisy se reúne com alguém familiar para impedir os Watchdogs. |    |                                                                            |                    |                                  |                         |      |
| 71 | 5  | "Lockup" "(Trancado)" (BR)                                                 | Kate Woods         | Nora Zuckerman & Lilla Zuckerman | 25 de outubro de 2016   | 2.30 |
| Conforme Robbie Reyes luta para controlar O Motorista Fantasma, a S.H.I.E.L.D. infiltra uma prisão de segurança máxima para descobrir e revelar os segredos que assombram a todos eles.                                                                    |    |                                                                            |                    |                                  |                         |      |
| 72 | 6  | "The Good Samaritan" "(O Bom Samaritano)" (BR)                             | Billy Gierhart     | Jeffrey Bell                     | 1 de novembro de 2016   | 2.43 |
| A chocante história de origem sobre a transição de Robbie no Motorista Fantasma é revelada enquanto a vida de Coulson e da equipe estão em perigo. |    |                                                                            |                    |                                  |                         |      |
| 73 | 7  | "Deals With Our Devils" "(Ofertas Com Nossos Demônios)" (BR)               | Jesse Bochco       | DJ Doyle                         | 29 de novembro de 2016  | 2.41 |
| Após perder metade da equipe, os membros restantes procuram por respostas enquanto o tempo se esgota para o Motorista Fantasma. |    |                                                                            |                    |                                  |                         |      |
| 74 | 8  | "The Laws of Inferno Dynamics" "(As Leis da Dinâmica do Inferno)" (BR)     | Kevin Tancharoen   | Paul Zbyszewski                  | 6 de dezembro de 2016   | 2.27 |
| A S.H.I.E.L.D. e o Motorista Fantasma se unem quando as vidas de todos os habitantes de Los Angeles ficam em perigo. |    |                                                                            |                    |                                  |                         |      |
| LMD |    |                                                                            |                    |                                  |                         |      |
| 75 | 9  | "Broken Promises" "(Promessas Quebradas)" (BR)                             | Garry A. Brown     | Brent Fletcher                   | 10 de janeiro de 2017   | 2.72 |
| Embora Coulson e May estejam se aproximando ele continua inconsciente do segredo que May esta escondendo. Enquanto isso, AIDA é implacável em sua busca por Darkhold.                                                                                      |    |                                                                            |                    |                                  |                         |      |
| 76 | 10 | "The Patriot" "(O Patriota)" (BR)                                          | Kevin Tancharoen   | James C. Oliver & Sharla Oliver  | 17 de janeiro de 2017   | 2.03 |
| Separado de sua equipe, Coulson e Mack descobrem um segredo chocante sobre Mace, deixando toda a SHIELD em situação precária. |    |                                                                            |                    |                                  |                         |      |
| 77 | 11 | "Wake Up" "(Acorde)" (BR)                                                  | Jesse Bochco       | Drew Z. Greenberg                | 24 de janeiro de 2017   | 2.00 |
| May corre para encontrar a verdade sobre o que aconteceu com ela, enquanto o próximo movimento de Aida poderia significar a morte de todos eles. |    |                                                                            |                    |                                  |                         |      |
| 77 | 12 | "Hot Potato Soup" "(Sopa de Batata Quente)" (BR)                           | Nina Lopez-Corrado | Craig Titley                     | 31 de janeiro de 2017   | 2.15 |
| Os agentes Sam e Billy Koenig são caçados, e somente Coulson e a sua equipe podem salvá-los. |    |                                                                            |                    |                                  |                         |      |
| 79 | 13 | "BOOM" "(BOOM)" (BR)                                                       | Billy Gierhart     | Nora Zuckerman & Lilla Zuckerman | 7 de fevereiro de 2017  | 2.08 |
| Surge um explosivo Inumano e a equipe é encarregada de contê-lo. Além disso, Coulson e Mack encontram a inspiração de Radcliffe para Aida. |    |                                                                            |                    |                                  |                         |      |
| 80 | 14 | "The Man Behind the Shield" "(O Homem Atrás do Escudo)" (BR)               | Wendey Stanzler    | Matt Owens                       | 14 de fevereiro de 2017 | 2.13 |
| Mace luta por sua vida, enquanto Coulson e a equipe acabam no meio de um jogo mortal de gato e rato para tentar salvá-lo. |    |                                                                            |                    |                                  |                         |      |
| 81 | 15 | "Self Control" "(Autocontrole)" (BR)                                       | Jed Whedon         | Jed Whedon                       | 21 de fevereiro de 2017 | 2.01 |
| Não confie em ninguém! À medida em que mais LMDs se infiltram na S.H.I.E.L.D., a suspeita começa a se transformar em paranoia entre os membros da equipe de Coulson (e de nós telespectadores).                                                            |    |                                                                            |                    |                                  |                         |      |
| Agents of Hydra |    |                                                                            |                    |                                  |                         |      |
| 82 | 16 | "What If..." "(E Se...)" (BR)                                              | Oz Scott           | DJ Doyle                         | 4 de abril de 2017      | 2.15 |
| Salve a Nova Ordem Mundial! Daisy e Jemma descobrem segredos e mentiras em um mundo enlouquecido. Com a Hidra no controle, elas são a única esperança para salvar todos.                                                                                   |    |                                                                            |                    |                                  |                         |      |
| 83 | 17 | "Identity and Change" "(Identidade e Mudança)" (BR)                        | Garry A. Brown     | George Kitson                    | 11 de abril de 2017     | 2.32 |
| Enquanto Daisy e Jemma, lutam para descobrir uma rota de fuga para o mundo real, a identidade do líder Inumano da Resistência é revelada. |    |                                                                            |                    |                                  |                         |      |
| 84 | 18 | "No Regrets" "(Sem Arrependimentos)" (BR)                                  | Eric Laneuville    | Paul Zbyszewski                  | 18 de abril de 2017     | 2.43 |
| A verdade por trás da mudança de lado de Fitz pode comprometer todos da S.H.I.E.L.D. |    |                                                                            |                    |                                  |                         |      |
| 85 | 19 | "All the Madame's Men" "(Todos os Homens da Madame)" (BR)                  | Billy Gierhart     | James C. Oliver & Sharla Oliver  | 25 de abril de 2017     | 2.15 |
| Daisy une-se a um parceiro improvável. Enquanto isso, Madame Hidra prepara para levar adiante um fim de jogo definitivo em andamento. |    |                                                                            |                    |                                  |                         |      |
| 86 | 20 | "Farewell, Cruel World!" "(Adeus Mundo Cruel!)" (BR)                       | Vincent Misiano    | Brent Fletcher                   | 2 de maio de 2017       | 2.15 |
| Daisy e Jemma lutam contra o tempo para tirar a equipe de dentro do Framework mas nem todos estão preparados ou dispostos à sair. Enquanto isso fora do Framework, Ioiô e o resto da equipe precisam lidar com problemas na vida real.                     |    |                                                                            |                    |                                  |                         |      |
| 87 | 21 | "The Return" "(O Retorno)" (BR)                                            | Kevin Tancharoen   | Maurissa Tancharoen & Jed Whedon | 9 de maio de 2017       | 2.14 |
| Neste penúltimo episódio, a vitória de Coulson e sua equipe sobre o Framework é de curta-duração, conforme um inimigo ainda mais mortal paira sobre todos eles.                                                                                            |    |                                                                            |                    |                                  |                         |      |
| 88 | 22 | "World's End" "(Fim do Mundo)" (BR)                                        | Billy Gierhart     | Jeffrey Bell                     | 16 de maio de 2017      | 2.08 |
| Coulson e seu time tentam impedir o plano de AIDA junto com o Motoqueiro Fantasma, que possui algo em comum com a vilã. Mack, ainda no Framework lida com suas memórias e precisa decidir se volta para a realidade.                                       |    |                                                                            |                    |                                  |                         |      |